# Гуам на Олімпійських іграх
Спортсмени Гуама брали участь у всіх літніх Олімпійських іграх, починаючи з ігор 1988 року. Всього на літніх Олімпійських іграх країну представляли 46 чоловік і 21 жінка, які брали участь у змаганнях з боксу, велоспорту, вільної боротьби, веслування на байдарках і каное, дзюдо, легкої атлетики, вітрильного спорту, плавання, стрільби з лука та важкої атлетики. Найбільша делегація представляла країну на Олімпійських іграх 1992 року (22 людини).
Єдиний учасник зимових Олімпійських ігор від Гуама брав участь у змаганнях з біатлону у Калгарі. Спортсмени Гуама ніколи не завойовували олімпійських медалей.
Національний олімпійський комітет Гуама було створено 1976 року і визнано МОК у 1986 році.

## Кількість учасників на літніх Олімпійських іграх
| Вид спорту                      | 1988   | 1992   | 1996  | 2000  | 2004  | 2008  | 2012  | Всього  |
| ------------------------------- | ------ | ------ | ----- | ----- | ----- | ----- | ----- | ------- |
| Бокс                            | 1      |        |       |       |       |       |       | 1       |
| Важка атлетика                  | 2      | 1      |       | 1 (1) |       |       |       | 4 (1)   |
| Велоспорт                       |        | 6 (1)  |       | 2     |       |       | 1     | 8 (1)   |
| Веслування на байдарках і каное |        |        |       |       |       | 1     |       | 1       |
| Вільна боротьба                 | 1      | 1      | 1     |       | 1     | 1 (1) | 1 (1) | 6 (2)   |
| Вітрильний спорт                | 2      | 2 (1)  | 3 (1) | 1     |       |       |       | 5 (2)   |
| Дзюдо                           | 3      | 2 (1)  |       |       |       | 1     | 1     | 7 (1)   |
| Легка атлетика                  | 6 (3)  | 2 (1)  | 2 (1) | 2 (1) | 2 (1) | 2 (1) | 2 (1) | 18 (9)  |
| Плавання                        | 4 (2)  | 7 (2)  | 2     | 1     | 1     | 1     | 3 (1) | 16 (5)  |
| Стрільба з лука                 |        | 1      |       |       |       |       |       | 1       |
| Всього спортсменів              | 19 (5) | 22 (6) | 8 (2) | 7 (2) | 4 (1) | 6 (2) | 8 (2) | 67 (21) |

- У дужках наведено кількість жінок у складі збірної